# Aldo Leopold
Aldo Leopold (Burlington, 11 januari 1887 – Baraboo, 21 april 1948) was een Amerikaans bosbeheerder, ecoloog, natuurbeschermer en auteur. Hij was hoogleraar aan de Universiteit van Wisconsin en is bekend als de auteur van A Sand County Almanac (1949). Leopold is een invloedrijk figuur geweest in de ontwikkeling van de moderne milieu-ethiek en in de beweging voor de bescherming van wildernisgebieden. Hij was bedenker van de land ethic, een ecocentrische en holistische visie over de rol van de mens in de natuurlijke omgeving.

## Leven en werk

### Jeugd en opleiding
Rand Aldo Leopold werd op 11 januari 1887 geboren in Burlington in Iowa. Zijn vader, Carl Leopold, was een zakenman en zijn moeder, Carla Starker, was Carls nicht en stamde af van Duitse migranten. Rand Aldo werd naar twee zakenpartners van zijn vader genoemd, C. W. Rand en Aldo Sommers; zijn eerste voornaam werd op termijn wel weggelaten. Aldo Leopold groeide op in het Duits maar leerde al snel Engels.

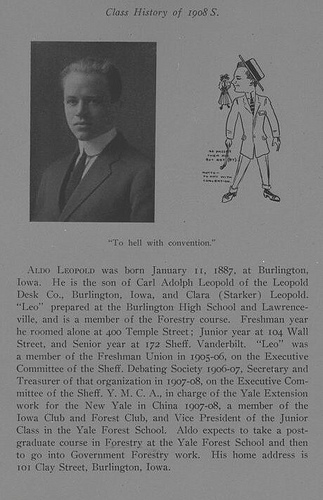
Aldo Leopolds foto en beschrijving in het jaarboek van de klas van 1908 aan Sheffield.

Leopold kwam in aanraking met de natuur aan de Mississippi bij Burlington. Zijn ouders waren beide liefhebbers van de jacht en moedigden hun zoon aan toen hij op vroege leeftijd interesse begon te tonen in de identificatie van vogels. Leopold was een goede student en toen hij vernam dat Gifford Pinchot in 1900 een donatie had gemaakt aan Yale University om er 's lands eerste bosbouwschool op te richten, was Leopold zeker van zijn roeping. Zijn ouders stemden ermee in om hem, als voorbereiding op Yale, naar de Lawrenceville School in New Jersey te sturen. Hij kwam er aan in januari 1904 en studeerde er een jaar. Omdat de Yale Forest School alleen studenten aanvaardde die al een bachelordiploma op zak hadden, deed Leopold een voorbereidende studie bosbouw aan de Sheffield Scientific School. Zijn studies zorgden er echter voor dat hij steeds minder kansen had om eropuit te trekken in de natuur.

### Loopbaan bij de Forest Service
Met het diploma dat hij in 1909 aan de Forest School behaalde, was Leopold zeker op een carrière in de vier jaar eerder opgerichte United States Forest Service. Hij werd aangesteld als forest assistant in het derde district van de Forest Service, dat de territoria Arizona en New Mexico omvatte. Hij diende onder andere in het Apache en Carson National Forest.
Aldo Leopolds bezorgdheid voor de fauna zorgden voor een goed begrip van en een appreciatie voor wildernis. In district III begon hij in te zien dat de wildstand van grote dieren, maar ook van vis en watervogels, snel begon af te nemen. Vanuit het standpunt van een jachtliefhebber was dat problematisch en daarom begon hij in 1914 lokale jagers en vissers te organiseren in verenigingen ter beschermingen van wilde dieren.
Arthur C. Ringland, Leopolds overste, erkende het talent en enthousiasme van zijn assistent en gaf hem daarom bevoegdheid over jacht, vis en recreatie. Leopold stelde jachtwetten in, schakelde roofdieren uit en stelde een jachthandboekje op voor het district. In 1916 verscheen zijn eerste artikel over jachtbeheer. Zijn activiteiten leverden hem nationale erkenning op en niemand minder dan Theodore Roosevelt beval Leopolds werk aan als een voorbeeld voor het hele land.
In 1918 floreerde de beweging voor de bescherming van wilde dieren in Arizona en New Mexico dankzij Leopold, maar de leiding van de Forest Service was minder enthousiast. Leopold gaf zijn job met tegenzin op en ging enige tijd voor de kamer van koophandel van Albuquerque werken, steeds met het idee om terug te keren naar de Forest Service. Omdat de nieuw opgerichte National Park Service de aandacht met succes op de nationale parken als plaatsen van ontspanning wist te vestigen, groeide de wens binnen de Forest Service om zelf ook in te spelen op de nood aan recreatiegebieden in de natuur. Zo schakelde het agentschap landschapsarchitect Frank Albert Waugh in om daarin te slagen. Leopold voelde dat het tij gekeerd was en keerde in de zomer van 1919 terug naar zijn ouder werkgever. Samen met mensen als Arthur Carhart kwam Leopold echter tot het besef dat jacht – de reden waarom de Forest Service de fauna beschermde – zelf deel uitmaakte van het probleem van natuurbescherming, en dat wildernis misschien beschermd moest worden om haar intrinsieke waarde.
In 1921 schreef Leopold een artikel voor het Journal of Forestry waarin hij uiteenzette waarom er nood was aan wildernisgebieden zonder wegen of gebouwen. Hij stelde ook voor om een wild gebleven deel van het Gila National Forest in New Mexico opzij te zetten als een permanent wildernisreservaat. Leopolds overste stuurde hem daarop op pad in het gebied en Leopold werkte samen met Frederic Winn een beschermingsbeleid uit voor het gebied. Op 3 juni 1924 wees de Forest Service de 2323 km² grote Gila Wilderness aan als 's werelds eerste wildernisgebied.
Leopold verliet het derde district in de zomer van 1924 om aan de slag te gaan als assistent-directeur van het Products Laboratory van de Forest Service in Madison (Wisconsin). Daar kreeg hij de kans om meer na te denken over het belang van wildernis en de redenen om het te beschermen. Hij kwam tot de vaststelling dat het vrijwaren van een deel van de wilde natuur noodzakelijk was om de Amerikaanse levenskwaliteit te behouden. Beschaving en technologische vooruitgangen waren, voor Leopold, zeker goeie zaken, maar het mocht niet te ver gaan: "while the reduction of the wilderness has been a good thing, its extermination would be a very bad one." Leopolds argument om de massa te overtuigen van zijn standpunten, was dat het individualisme en de intellectuele nieuwsgierigheid in de aard van Amerika en de Amerikanen afhankelijk waren van de omstandigheden waarin de Amerikaanse cultuur tot stand is gekomen, en dus ook van de natuurlijke omgeving.

### Latere leven en opvattingen
In 1933 werd hij aangesteld als professor in jachtbeheer aan de Universiteit van Wisconsin.
Over de jaren was Leopolds visie op wildernis danig veranderd. Het vakgebied ecologie, volgens Leopold van gelijkaardig belang als Darwins ontdekkingen, had hem doen inzien dat alle leven samenhangt met haar milieu. Ook de mens behoorde tot die gemeenschap: het milieu kon voor Leopold niet langer gezien worden als een verzameling te ontginnen grondstoffen waar de mens over regeerde. Vanuit een "ecologisch geweten" zou de mens echt respect kunnen ontwikkelen voor alle levensvormen. Als een gevolg daarvan zou de reden achter natuurbehoud opschuiven van het strikt economische naar iets ethisch en esthetisch. Die nieuwe inzichten zorgden ervoor dat Leopold spijt had van zijn daden als jonge bosbouwer in de strijd tegen roofdieren; hij vertelde zijn studenten aan de Universiteit van Wisconsin dat er niet zoiets bestond als een ongewenste soort:

when we attempt to say that an animal is 'useful,' 'ugly,' or 'cruel' we are failing to see it as part of the land. We do not make the same error of calling a carburetor 'greedy.'
— Aldo Leopold, "Wherefore Wildlife Ecology", geciteerd in Nash (2001)

Vanuit de observatie dat de ethiek zich in de menselijke geschiedenis steeds verder uitgebreid had – van mannelijke burgers, naar mannen én vrouwen, enzovoort – pleitte hij ervoor dat de cirkel verder uitgebreid werd zodat ook de natuurlijke wereld er deel van zou gaan uitmaken:

The land ethic simply enlarges the boundaries of the community to include soils, waters, plants, and animals, or collectively the land.
— Aldo Leopold, A Sand County Almanac, geciteerd in Nash (2001)

Het concept 'wildernis' speelde een belangrijke rol in Leopolds opvattingen over de land ethic, met name als een voorbeeld van hoe een gezond landschap zichzelf, als een organisme, onderhoudt. Bovendien zag hij wildernis op latere leeftijd als een herinnering aan de mens over zijn verhouding met de natuurlijke wereld, als een herinnering aan de afhankelijkheid van onze omgeving. In 1935 was Leopold betrokken bij de oprichting van de Wilderness Society.
Hij woonde met zijn vrouw en kinderen in Madison. Elk van zijn kinderen trad overigens in zijn voetsporen: Aldo Starker (1913-1983) werd bioloog en professor aan UC Berkeley, Luna B. Leopold (1915-2006) werd professor in de hydro- en geologie in Berkeley, Nina Leopold Bradley (1917-2011) werd onderzoeker en natuurvorser, Aldo Carl Leopold (1919-2009) werd plantenfysioloog en professor aan Purdue University en Estella Leopold (geboren in 1927) is botanica, natuurbeschermster, en professor emeritus aan de Universiteit van Washington.

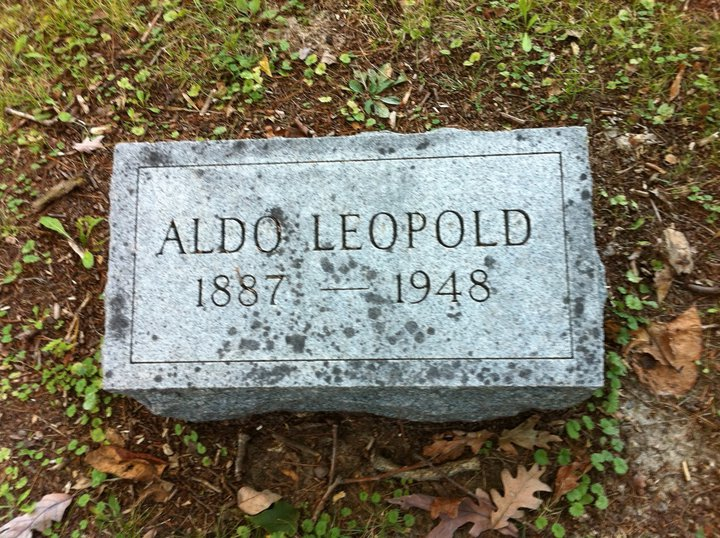
Leopolds grafsteen in Burlington

Leopold had zo'n drie hectare gekocht in het zanderige midden van de staat Wisconsin, dat ooit dichtbebost was maar vernield werd door boskap, bosbranden en overbegrazing. Leopold probeerde zijn theorieën over land en ecologie er in de praktijk om te zetten. Kort voor zijn overlijden werkte hij de essaybundel A Sand County Almanac af. Aldo Leopold stierf op 21 april 1948 in Sauk County (Wisconsin) door een hartaanval toen hij een bosbrand hielp bestrijden op het grondgebied van een buur. Leopolds zoon Luna bewerkte zijn Almanac en gaf hem in 1949 uit; het boek werd een bestseller en een mijlpaal in de geschiedenis van de Amerikaanse milieubeweging.